# 岩槻宿
岩槻宿（いわつきじゅく）は、中山道の本郷追分を起点とした日光御成道の4番目の宿場町である。岩槻城の城下町として整備され、日光御成道に面した両側にあった。現在の埼玉県さいたま市岩槻区に相当する。

## 概要
岩槻は岩槻城の城下町であったため、「宿駅制度によって新た造成された宿場とは異なった町場の様相」を示していたという。岩槻城下町の地形は「岩槻台地の舌状台地上に築かれ、北から東を元荒川が囲繞、その内側には帯曲輪があり、南西方向を除いて沼（堀）に囲まれ」ている。城下町は、「南西方向は岩槻台地に連続し、武家屋敷が縄張りされ、町人町はその外側の南西から西側にかけてと南東側に配置されている。寺院は町人町の外縁、大構（惣構）の要所要所に配置されている。」
岩槻宿は日光御成道の４番目の宿場である。前宿は大門宿で行程２里11町。岩槻宿は西方より「加倉村村を経、加倉口から城下惣構内に入った御成道は市宿町を東進、久保宿町を通過し、同町橋で左折して渋江町・田中町を経て田中口より惣構外に出る。その先は元荒川右岸に達し、同川を渡河して辻村に至る。その後北上を続け幸手宿の手前で」日光道中に合流していた。岩槻宿の機能は、市宿町・久保宿町が担い、他の七町は両町の定助郷として「脇宿七ヶ町」としていたため、「岩槻宿は城下九町の総称としても用いられ、宿高は九町分の町高を含んでいた」。

## 地形
岩槻周辺に流れる河川は「東部を元荒川、西部を綾瀬川」である。地形は「サトと称されている岩槻台地とノガタと称されている沖積平野からなり、台地と低地が複雑に入組み、起伏に富んでいる。岩槻台地は北西から南東方向に細く延び、雨水の浸食作用を受けて浸食谷が形成されている」という。
岩槻城下町の地形は「岩槻台地の舌状台地上に築かれ、北から東を元荒川が囲繞、その内側には帯曲輪があり、南西方向を除いて沼（堀）に囲まれ」ている。城下町は、「南西方向は岩槻台地に連続し、武家屋敷が縄張りされ、町人町はその外側の南西から西側にかけてと南東側に配置されている。寺院は町人町の外縁、大構（惣構）の要所要所に配置されている。」

## 日光御成道の整備と岩槻宿の形成

### 日光御成道の整備
日光御成道は、「古くは鎌倉街道と称された古道筋」を利用したものである。江戸時代寛永期（1624-1644年）以降「日光社参にこの道を利用するのが慣例となり、将軍御成りの道ということで”日光御成道”と称され、道中奉行の支配下」となった。日光御成道は、江戸時代将軍の日光社参専用道路であった。
元和3年（1617年）4月、「徳川家康の遺骸が駿河（静岡県）の久能山から日光に移された時、2代将軍秀忠が同年4月12日江戸を出発して日光に向かった時が御成道の最初の通行」という。
寛永期（1624-44年）以降「日光社参にこの道を利用するのが慣例となり将軍御成りの道ということで”日光御成道”と称され、道中奉行の支配下」にあった。「御成道は中山道の本郷追分を起点として、岩淵宿・荒川・川口・鳩ヶ谷・大門・岩槻を経て、幸手で日光街道に合流する」およそ12里30丁（約43㎞）の往還路であった。
日光御成道が「幕府管掌の公道として正式に宿場に組込まれた時期は不明である。足立郡大門村は天和二年（一六八二）御成道の宿場に組入れられ、駄賃高札が交付された」という。したがって「岩槻町は、大門と同じく天和二年（一六八二）頃には御成道筋の宿場に指定されていた」と考えられる。

### 岩槻宿の形成
天正18年、「徳川家康関東入国に伴い岩槻城に高力清長が入り」、清長が没した後忠房継ぎ元和5年（1619年）まで在城した。その後城番時代となり、元和6年青山忠俊が城主となり、3ヶ年で阿部正次に替り、以後阿部氏の時代が延宝9年（1682年）まで続いた。岩槻城下の整備は高力氏及び阿部氏の時代に行われたとされ、慶長6年（1601年）に市商にかかわる三ヵ条の掟書が出されている。
日光御成道に面した両側にある岩槻宿は、「加倉口から城下に入ると市宿町、久保宿町とつづ」いており、「岩槻宿は市宿町と久保宿町によって構成され」ており、他の城下七町は「岩槻宿の定助郷として当初より市宿町と久保宿町に付属」していた。

## 岩槻九町

### 宿駅
天保14年（1843年）『宿村大概帳』によると、「当時は岩槻城下九町を総称して岩槻宿といい、その宿内人別は男一六四八人、女一七三〇人の計三三七八人であった。また、戸数は、七七八軒、うち本陣・脇本陣が久保宿町に各一軒あり、本陣は斎藤斧次郎、脇本陣は中島徳右衛門が勤めており、旅籠屋は一〇軒」であった。「宿村大概帳」によると岩槻宿合高3,172石余。
検地は明暦２年に行われ、「石高は「田園簿」では岩付町として2,213石余」であった。延宝8年の宿帳によると、宿高は「宿内を二分して東原地744石余・西原地1,692石余、ほかに新田104石余、野銭永3貫955文・藍瓶役鐚2貫848文・見取場田畑36町1反9畝3歩」とある。
岩槻宿の規模は「東西11町・南北15町余」であった。文化・文政期の「家数は560軒余」であった。用水は天水が利用されていた。岩槻宿では、「六斎市が毎月1・6日に行われ」、産物には、「ネギ・ゴボウ・米・木綿などが売買」された。

### 岩槻九町
岩槻城下のまちづくりは、城主高力清長により始まり、「その後阿部氏に引き継がれ、城下九町が完成した」。
「大岡家時代に五ケ新田（江川新田・掛新田・佐太夫新田・長左衛門新田・斎藤新田）が加わり、”九町五新田”と称された」という。
「九町は市宿町を中心に新町・横町、久保宿町を中心に渋江町・田中町、冨士宿町を中心とした林道町・新曲輪町」のように三つに分けられ、「触達などは、岩槻会所から市宿町・久保宿町・冨士宿町に出され、そこから各町内に達せられるしくみ」だった。
問屋場は、「毎月朔日から十八日迄は市宿町、毎月十九日から晦日までは久保宿町が勤めることとなっていた」。
安永3年（1774年）頃の岩槻宿の職業は、本陣1軒、酒屋12軒、穀屋49軒、味噌屋2軒、麹屋2軒、豆腐屋15軒、〆油屋8軒、石屋2軒、鍛冶屋1軒、畳屋2軒、指物屋1軒、紺屋(こうや)7軒、桶屋6軒、大工29軒、木挽18軒、屋根葺8軒、名主12軒、杣（そま）8軒、皷女2軒、座頭6軒、山伏3軒、左官5軒、組頭19軒、医師10軒、湯屋4軒
であった。

## 交通・経済

### 伝馬制
|            | 幸手迄  | 幸手迄   | 越ケ谷迄 | 越ケ谷迄 | 粕壁迄  | 粕壁迄   | 大門迄  | 大門迄 |
| 正徳元年   | 天保9年 | 正徳元年 | 天保9年  | 正徳元年 | 天保9年 | 正徳元年 | 天保9年 |        |
| ---------- | ------- | -------- | -------- | -------- | ------- | -------- | ------- | ------ |
| 荷物1駄    | 162文   | 186文    | 122文    | 140文    | 71文    | 81文     | 91文    | 109文  |
| 乗掛荷人共 | 162文   | 186文    | 122文    | 140文    | 71文    | 81文     | 91文    | 109文  |
| 軽尻馬1疋  | 110文   | 116文    | 78文     | 90文     | 47文    | 54文     | 60文    | 69文   |
| 人足1人    | 79文    | 81文     | 59文     | 68文     | 35文    | 40文     | 46文    | 53文   |

岩槻馬

### 六斎市
岩槻宿では、「六斎市が毎月1・6日に行われ」、産物には、「ネギ・ゴボウ・米・木綿などが売買」された。

### 舟運
隣の宿場町
- 日光御成街道

大門宿 - 岩槻宿 - 幸手宿

## 日光社参
- 日光社参
- 日光門主

## 史跡・文化遺産
- 細淵家住宅長屋門：「木造平屋建、瓦葺」である。「岩槻城からの移築という伝承」は信頼性が高い。[13]
- 岩槻城并侍屋敷城下町迄総絵図：江戸時代／18世紀中葉、「紙本着色。画面を内側として、縦7折、横11折し、表面となる2面の内1面に外題（標題）を墨書する。」[14]
- 長谷川家住宅旧店蔵及び主屋：「岩槻旧城下の町人地に位置」する。「旧店蔵　土蔵造2階建、瓦葺、建築面積49㎡　主屋　木造平屋建、瓦葺」である。[15]
- 岩槻城址公園